# Aeneator attenuatus
Aeneator attenuatus is een soort in de klasse van de Gastropoda (Slakken).
Het dier komt uit het geslacht Aeneator en behoort tot de familie Buccinidae. Aeneator attenuatus werd in 1927 beschreven door Powell.